# Невіл Лонґботом
Невіл Лонґботом (англ. Neville Longbottom) — герой світу Гаррі Поттера. Народився 30 липня 1980 року. Навчався у Гоґвортсі на факультеті Ґрифіндор.

## Родовід
|  |                   |  |  |  |  |  |  |  |  |  |  |  |  |  |  |  |
|  | Містер Лонґботом  |  |  |  |  |  |  |  |  |  |  |  |  |  |  |  |
|  |                   |  |  |  |  |  |  |  |  |  |  |  |  |  |  |  |
|  |                   |  |  |  |  |  |  |  |  |  |  |  |  |  |  |  |
|  | Френк Лонґботом   |  |  |  |  |  |  |  |  |  |  |  |  |  |  |  |
|  |                   |  |  |  |  |  |  |  |  |  |  |  |  |  |  |  |
|  |                   |  |  |  |  |  |  |  |  |  |  |  |  |  |  |  |
|  | Авґуста Лонґботом |  |  |  |  |  |  |  |  |  |  |  |  |  |  |  |
|  |                   |  |  |  |  |  |  |  |  |  |  |  |  |  |  |  |
|  |                   |  |  |  |  |  |  |  |  |  |  |  |  |  |  |  |
|  | Невілл Лонґботом  |  |  |  |  |  |  |  |  |  |  |  |  |  |  |  |
|  |                   |  |  |  |  |  |  |  |  |  |  |  |  |  |  |  |
|  |                   |  |  |  |  |  |  |  |  |  |  |  |  |  |  |  |
|  | Аліса Лонґботом   |  |  |  |  |  |  |  |  |  |  |  |  |  |  |  |
|  |                   |  |  |  |  |  |  |  |  |  |  |  |  |  |  |  |
|  |                   |  |  |  |  |  |  |  |  |  |  |  |  |  |  |  |

## Поява
Перша поява Невіла Лонґботома відбулася у книзі «Гаррі Поттер і філософський камінь». Коли до Сортувального Капелюха викликали Невіла, хлопця, що постійно губив свою жабку, він зашпортався й упав. Капелюх довго вирішував його долю. Коли ж Капелюх нарешті визначив Невіла до Ґрифіндору, той побіг, навіть забувши його скинути. Мусив повертатися разом з Капелюхом під загальний регіт, щоб передати його іншому учню.

## Життя у Гоґвортсі та за його межами
Невіл Лонґботом був невисоким, повненьким хлопчиком з темним волоссям. Хлопцем опікувалась бабуся. Батьки перебували у Магічній лікарні імені Святого Мунґо. Вони були замордовані закляттям «Круціатус» подружжям Лестранжів. Френк і Аліса Лонґботоми належали до Ордену Фенікса. Коли Невіл відвідував батьків у лікарні, мати здебільшого давала йому обгортки від жуйок «Друблс». Невіл їх мав вже стільки, що міг обклеїти цілу кімнату.
Довгий час рідні Невіла вважали, що він сквиб, тобто дитина чаклунів, що не має чарівних здібностей. Одного разу дядечко викинув Невіла з вікна вниз головою, а Невіл взяв і поскакав на голові далі по вулиці.
Лонґботом мав добре і чуйне серце.
Невіл був дуже забудькуватим. У першому класі бабуся прислала йому Нагадайка, якого згодом відібрав Мелфой на квідичному полі. Хлопець також постійно губив або десь забував свою жабку. Невіл не мав особливих успіхів у навчанні. Улюбленим предметом Невіла стала гербалогія. Професорка Спраут постійно хвалила Невіла.
Найбільше хлопчик боявся професора Снейпа. Снейп, зі своєї сторони, любив принижувати Лонґботома, чим завжди викликав колективний регіт слизеринців.
Невіл Лонґботом був відважною людиною. Разом зі своїми друзями він мужньо боровся допомагаючи Ордену Фенікса і проявив себе у битві за Гоґвортс. Саме Невілл знищив останній горокракс Волдеморта — змію Наджіні, мечем Ґодрика Ґрифіндору, який він витягнув із Сортувального Капелюха.
Згодом після навчання у Гоґвортсі Лонґботом став вчителем Гербалогії. Він і надалі підтримував дружні зв'язки з Гаррі Поттером та його друзями.